# Jean-Pierre Delfour
Pour les articles homonymes, voir Delfour.
 (juin 2025).
Motif : Aucune source secondaire centrée et de qualité ne permet de vérifier la notoriété de ce joueur de l'époque amateure
- Archive Wikiwix
- Bing
- Cairn
- DuckDuckGo
- E. Universalis
- Gallica
- Google
- G. Books
- G. News
- G. Scholar
- Persée
- Qwant
- (zh) Baidu
- (ru) Yandex
- (wd) trouver des œuvres sur Wikidata

| 1. | Préciser le motif de la pose du bandeau. | Précisez le motif de la pose du bandeau en utilisant la syntaxe suivante : {{admissibilité à vérifier\|date=juin 2025\|motif=remplacez ce texte par le motif}}                           |
| 2. | Informer les utilisateurs concernés.     | Pensez à avertir le créateur de l'article, par exemple, en insérant le code ci-dessous sur sa page de discussion : {{subst:avertissement admissibilité à vérifier\|Jean-Pierre Delfour}} |

Pas d'image ? Cliquez ici

a Compétitions nationales et continentales officielles uniquement.

Jean-Pierre Delfour, né le 30 octobre 1941 à Brive-la-Gaillarde, est un joueur français de rugby à XV. Son poste de prédilection était troisième ligne centre.

## Carrière de joueur

### En club
- 1961-1973 : CA Brive

## Palmarès

### En club
Avec le CA Brive
- Champion de France de première division :
  - Vice-champion (1) :  1965